# Агнес де Перси
Агнес де Перси (англ. Agnes de Percy; ок. 1134 — ум. между концом 1202 и 13 октября 1204) — баронесса Перси, дочь Уильяма де Перси из Топклифа от первого брака с Алисой де Тонбридж, жена Жоселина де Лувена, родоначальника второго рода Перси.

## Биография
Агнес была одной из дочерей барона Уильяма де Перси из Топклифа от первого брака с Алисой де Тонбридж. Между 1154 и 1166 годам она была выдана замуж за Жоселина де Лувена, кастеляна Арундела, чему, вероятно, способствовала благосклонность короля Генриха II Плантагенета к Жоселину.
Около 1174/1175 года умер Уильям де Перси, отец Агнес. Поскольку все сыновья Уильяма умерли раньше него, то обширные владения Перси в Йоркшире, Линкольншире, Эссексе и Хэмпшире были разделены между мужьями Агнес и её сестры Мод. При этом Жоселин и Агнес получили львиную долю земель Перси: маноры в Йоркшире, Топклифф и Симер в Северном Йоркшире, а также ряд владений в Линкольншире и Хэмпшире.
Жоселин умер в 1180 году. Агнес пережила мужа более чем на 20 лет, но вторично так и не вышла замуж. Их дети усвоили родовое прозвание Агнес — Перси. Она умерла между концом 1202 года и 13 октября 1204 года. Её старший сын умер раньше, а его сын Уильям был ещё мал, поэтому его владения смог получить Ричард, второй сын Агнес и Жоселина.
Подпись Агнес стоит на ряде актов. В частности, она подтвердила пожертвование, сделанное отцом из церкви в Самаре аббатству Уитби для поминания своего мужа Жоселина, а также подтвердила пожертвование, сделанное её сестрой Мод аббатству Соли. Согласно акту, датированному между 1182 и 1185 годами, Агнес сделала пожертвование госпиталю святого Петра в Йорке.
Агнес была похоронена в аббатстве Уитби.

## Семья

### Брак и дети
Муж: между 1154 и 1166 годами Жоселин де Лувен (ум. 1180), барон, кастелян Арундела. Дети:
- Генри де Перси (ум. до 1198)
- Ричард де Перси (ум. 1244), 5-й феодальный барон Перси
- Жоселин де Перси (ум. ок. 1239)
- Радульф
- Элеанор; муж: ранее 1174 Уильям III Пантульф (ум. после 1183)
- Матильда; муж: ранее 1204 Джон де Девиль
- Люси, монахиня в Стиксвулде
- (?) Хавиза (ум. после 1134); муж: Филипп де Ким (ум. ок. 1189)